# Arend Joan Rutgers
Arend Joan Rutgers (Almelo, Países Baixos, 20 de outubro de 1903 — Almen, Países Baixos, 2 de setembro de 1998) foi um físico-químico belgo-neerlandês. 
Em 1933 tornou-se professor assistente na Universidade de Gante, na Bélgica. Em 1938 foi promovido a professor titular e permaneceu em Gante até se aposentar, em 1974. A maior parte da sua pesquisa científica concentrou-se nos  coloides e na  química de superfícies, particularmente na eletrocinética.